# Адель Селлімі
Адель Селлімі (араб. عادل السليمي, *нар. 16 листопада 1972, м. Туніс) — туніський футболіст, що грав на позиції нападника.
Насамперед відомий виступами за клуби «Клуб Африкен» та «Фрайбург», а також національну збірну Тунісу.

## Клубна кар'єра
У дорослому футболі дебютував 1989 року виступами за команду клубу «Клуб Африкен». 
Згодом з 1996 по 1998 рік грав у складі команд клубів «Нант» та «Реал Хаен».
Своєю грою за останню команду привернув увагу представників тренерського штабу клубу «Фрайбург», до складу якого приєднався 1998 року. Відіграв за фрайбурзький клуб наступні чотири сезони своєї ігрової кар'єри. Більшість часу, проведеного у складі «Фрайбурга», був основним гравцем атакувальної ланки команди.
Протягом 2002—2003 років знову захищав кольори команди клубу «Клуб Африкен».
Завершив професійну ігрову кар'єру у клубі «Баніяс», за команду якого виступав протягом 2003—2004 років.

## Виступи за збірну
У 1993 році дебютував в офіційних матчах у складі національної збірної Тунісу. Протягом кар'єри у національній команді, яка тривала 10 років, провів у формі головної команди країни 35 матчів, забивши 10 голів.
У складі збірної був учасником Кубка африканських націй 1994 року у Тунісі, Кубка африканських націй 1996 року у ПАР, де разом з командою здобув «срібло», чемпіонату світу 1998 року у Франції, Кубка африканських націй 2000 року у Гані та Нігерії, а також чемпіонату світу 2002 року в Японії і Південній Кореї.

## Титули і досягнення
- Срібний призер Всеафриканських ігор: 1991
- Срібний призер Кубка африканських націй: 1996